# سباستین بکاکس
| sport = فوتبال
| nationality = آرژانتین
}}
سباستین بکاکس (انگلیسی: Sebastián Beccacece؛ زادهٔ ۱۷ دسامبر ۱۹۸۰) بازیکن فوتبال اهل آرژانتین است.